# Bucher Industries
Die Bucher Industries AG ist eine international tätige Schweizer Unternehmensgruppe der Maschinenindustrie mit Sitz in Niederweningen, Schweiz. Das an der SIX Swiss Exchange kotierte Unternehmen erwirtschaftete im Jahr 2024 einen Umsatz von 3,16 Milliarden Schweizer Franken und beschäftigte 14'107 Mitarbeiter. Bucher Industries ist das viertälteste Unternehmen mit Börsennotierung in der Schweiz und gehört zu den 500 grössten Familienunternehmen der Welt.

## Geschichte

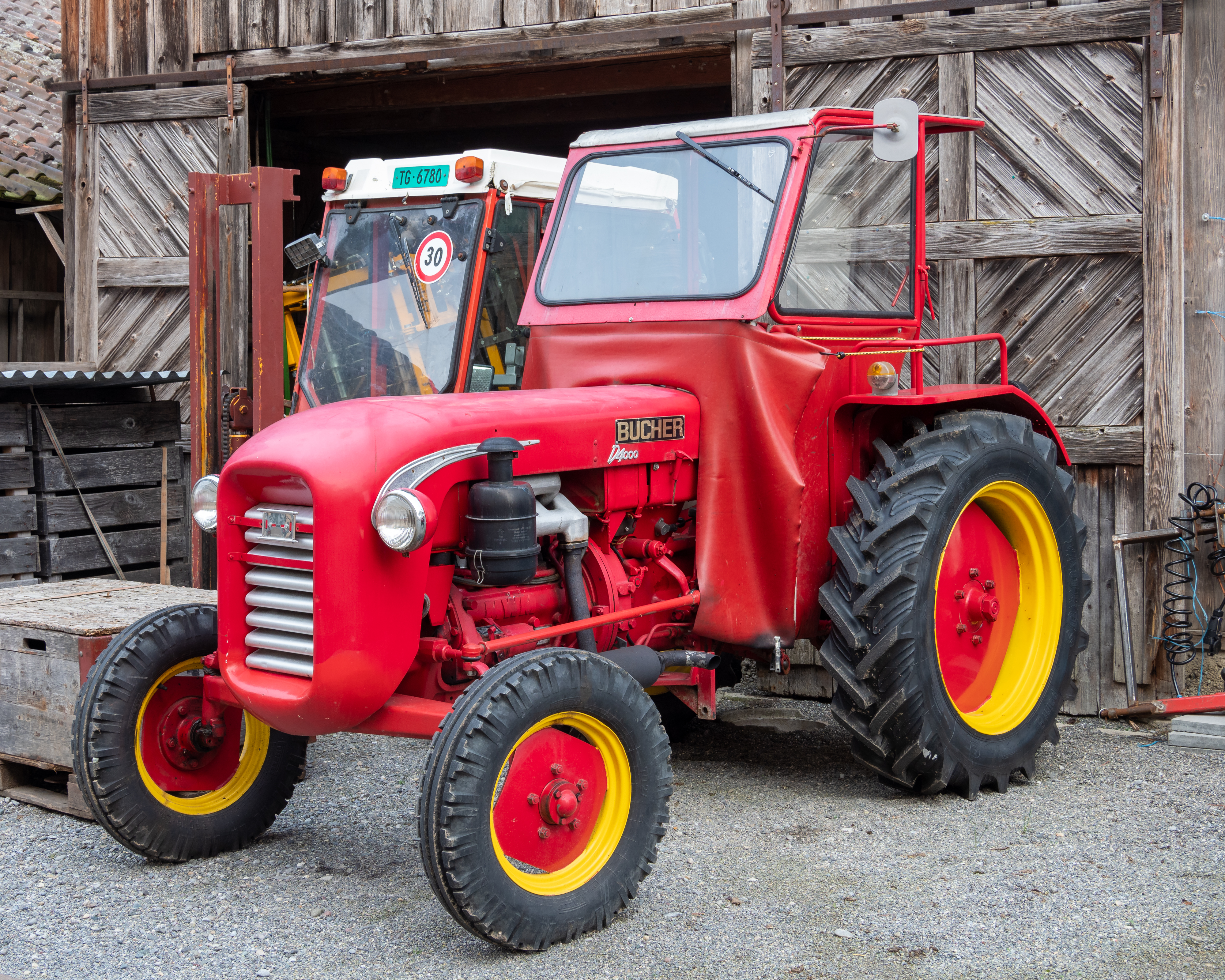
Bucher D4000 Traktor von 1960

### Gründung und Anfänge
Das Unternehmen wurde 1807 gegründet, als Heinrich Bucher-Weiss (1784–1850) eine Schmiede in der Murzeln in Niederweningen übernahm, die anfangs einfache landwirtschaftliche Werkzeuge herstellte.
In den 1850er-Jahren begann das Unternehmen unter der Leitung seines gleichnamigen Sohnes – Heinrich Bucher-Weiss – mit der Produktion von Jauchepumpen, Futterschneidemaschinen und Handmühlen. 1871 übernahm Johann Bucher-Manz (1843–1919), der Enkel von Heinrich Bucher-Weiss, die Leitung der Schmiede. Unter seiner Führung wurde mit der Konstruktion von Obstmühlen, Obst- und Traubenpressen sowie metallenen Bestandteilen für landwirtschaftliche Maschinen wie Dreschmaschinen, Handmühlen und Futterschneidern begonnen. 1873 hatte der Betrieb vier Beschäftigte.

### Expansion im In- und Ausland

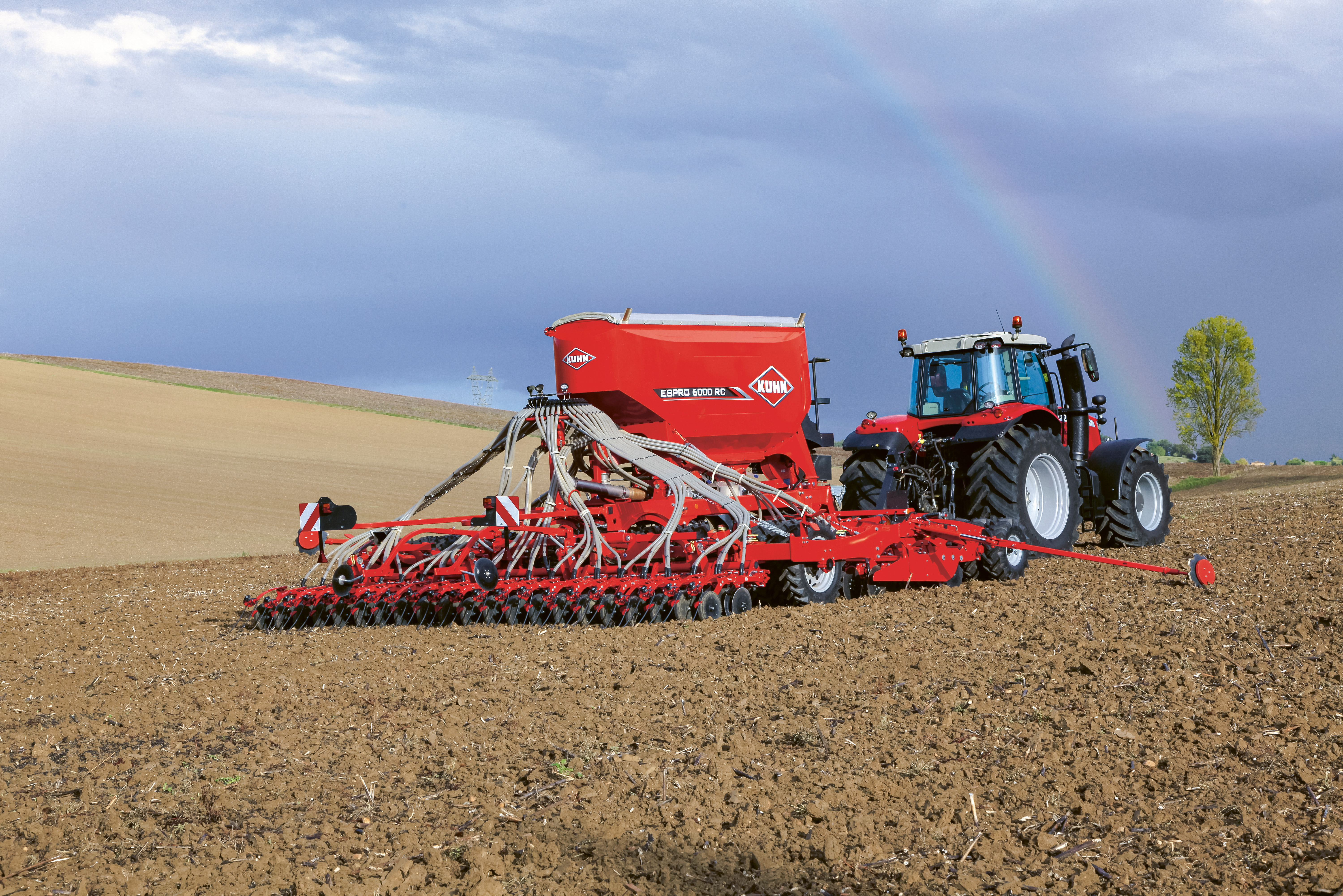
Kuhn Group – Universaldrillmaschine ESPRO 6000 RC von 2017

Im Jahr 1874 wurde der Betrieb unter dem Namen Johann Bucher, mechanische Werkstätte, Fabrikation von mechanischen Bestandteilen landwirtschaftlicher Maschinen in das Handelsregister eingetragen. Ende der 1880er-Jahre begann Bucher-Manz aus Kostengründen damit, Maschinen aus dem Ausland zu importieren und sie in Deutschland weiterzuverkaufen. Zusätzlich wurden die von Bucher hergestellten Maschinen auch an ausländische Firmen verkauft. Ab 1890 arbeitete Bucher-Manz mit Johann Georg Fahr aus Gottmadingen zusammen und importierte Pferderechen aus Frankreich. Im Jahr 1895 wurde das Unternehmen Johann Bucher, mechanische Werkstätte, Fabrikation von mechanischen Bestandteilen landwirtschaftlicher Maschinen umbenannt in Maschinenfabrik Johann Bucher-Manz, Niederweningen. Der Betrieb hatte zu diesem Zeitpunkt 30 Beschäftigte.
Die erste hydraulische Obstpresse mit einer Hochdruckpresspumpe wurde 1901 gefertigt. Im Jahr 1904 übernahm Jean Bucher-Guyer (1875–1961) die Führung des Unternehmens und trieb die Produktion hydraulischer Obstpressen weiter voran. 1923 wurde die Maschinenfabrik Johann Bucher in Grießen am Bodensee gegründet.
In der ersten Hälfte des 20. Jahrhunderts wurde die Fabrikation landwirtschaftlicher Maschinen, hydraulischer Obstpressen und Obstmühlen weiter ausgebaut. Im Jahr 1921 präsentierte das Unternehmen die Zentrifugal-Jauchepumpe mit dem Namen Luna, die sich im Vergleich zu einer Handkolbenpumpe leichter warten liess, mit einem Elektro- oder Verbrennungsmotor betrieben wurde und innerhalb kurzer Zeit zu einem der meistverkauften Produkte der Firma Bucher wurde. Ab 1934 übernahm der Schwiegersohn von Bucher-Guyer, Walter Hauser-Bucher (1904–1967), sukzessive die Geschäftsführung des Unternehmens, das zu diesem Zeitpunkt 230 Mitarbeiter beschäftigte. Im selben Jahr brachte Bucher eine sog. Gespann-Mähmaschine mit Aufbaumotor auf den Markt, deren Produkteinführung zu einem starken Anstieg der Absatzzahlen des Unternehmens führte. 1945 präsentierte Bucher den einachsigen Motormäher Rekord, der bis 2003 116'000 Mal verkauft wurde. 1946 erwarb Bucher 50 % der Anteile am Landmaschinenhersteller Kuhn im französischen Saverne.
1951 wurde das einstige Familienunternehmen in eine Aktiengesellschaft umgewandelt. Die sog. Bucher-Traktoren wurden erstmals 1954 hergestellt und bis zum letzten Produktionsjahr 1964 wurden insgesamt 5.000 Stück ausgeliefert. Der Einachstraktor KT 10 kam ebenfalls in den 1950er-Jahren auf den Markt. Ab 1963 verkaufte Bucher Fiat-Traktoren. Die Einführung der Universal-Früchtepresse HP 5.000 im Jahr 1965 legte den Grundstein für die spätere, weltweit führende Position des Unternehmens im Bereich der Fruchtsaftanlagen. Ein Jahr später führte Bucher vierradgetriebene Transporter als Nachfolger der Einachsmaschinen mit Zapfwellenanhänger ein. 1967 übernahmen Hans Hauser (1935–1996) und Rudolf Hauser (1937) die Geschäftsleitung. Im Jahr 1972 wurde Thomas Hauser (1940), der seit 1970 als Nachfolger von Rudolf Hauser die Kommanditgesellschaft Maschinenfabrik Johann Bucher geleitet hatte, Mitglied des Verwaltungsrats. 1975 wurden erstmals öffentliche Anleihen an Anleger vergeben. Infolgedessen war das Unternehmen verpflichtet, einen Geschäftsbericht zu veröffentlichen und stellte diesen in der ersten Bilanz-Pressekonferenz der Unternehmensgeschichte im Mai 1975 vor.
1986 wurden die Mehrheitsanteile am Traubenpressenhersteller CMMC SA im französischen Chalonnes-sur-Loire übernommen.

### Übernahmen und Neuausrichtung
Im Jahr 1984 strukturierte sich die Unternehmensgruppe zur Bucher Holding AG um, zwei Jahre später erfolgte die Publikumseröffnung und der Gang an die Schweizer Börse. Die Gruppe erwirtschaftete damals einen Umsatz von 430 Millionen Schweizer Franken und zählte 2'730 Beschäftigte.
Mit dem Börsengang begann Buchers Expansions- und Übernahmephase. Ab 1987 wurde die Division Kuhn Group durch die Übernahme mehrerer Unternehmen ausgebaut: Huard (1987), der Wetziker Kehrmaschinen-Hersteller Rolba (1991) und Audureau (1993). 1994 übernahm Bucher die Produktbereiche Grosskehrmaschinen, Flughafengeräte und Sondermaschinen der Schörling GmbH &. Co, die in das neu gegründete Unternehmen Bucher-Schörling GmbH integriert wurden. Während die Kuhn Group 1996 die Firma Nodet übernahm, begann in den 1990er Jahren zudem der Ausbau der Tochterfirma Bucher Hydraulics durch Eingliederung der italienischen Hidroirma S.p.a. in Reggio Emilia, des Unternehmens Beringer Hydraulik mit Sitz in Neuheim (1996) und der Firma Hydrotechnik in Frutigen (1997). Durch die Übernahme des schweizerischen Unternehmens Emhart Glass (1998) stieg Bucher in den Bereich der Glasbehälterherstellung ein. In den folgenden Jahren erwarb die Kuhn Group die Unternehmen Knight Manufacturing, USA (2002), Metasa, Deutschland (2005), Blanchard in Chaumes-en-Retz, Frankreich (2008), die Pressesparte von Kverneland, Norwegen (2009), den brasilianischen Hersteller von selbstfahrenden Pflanzenschutzspritzen und Düngerstreuern Montana Indústria de Máquinas (2014) sowie den französischen Hersteller selbstfahrender Pflanzenschutzspritzen Artec Pulvérisation (2018).
Im Jahr 1996 wurden die Kerngeschäfte des Unternehmens in die fünf Divisionen Landtechnik (Kuhn Group), Fahrzeuge (Bucher Municipal), Nahrungsmitteltechnik (Bucher Process), Hydraulikkomponenten (Bucher Hydraulics) und Maschinen (Laeis-Bucher) aufgeteilt.
Die Bucher Holding AG wurde 2000 in die Bucher Industries AG umfirmiert. 2001 eröffnete Bucher Hydraulics am Standort Frutigen eine Produktionshalle, ein Jahr darauf wurde Philip Mosimann Vorsitzender der Konzernleitung der Bucher Industries AG, während Rudolf Hauser den Vorsitz des Verwaltungsrats übernahm.
Im Geschäftsjahr 2005 erzielte der Konzern einen Umsatz von 1,95 Mrd. Schweizer Franken und beschäftigte 6'800 Mitarbeiter. Ebenfalls 2005 übernahm Bucher die europäische und australische Kehrmaschinensparte der britischen Firma Johnston Sweepers Ltd. Ein Jahr später wurde das indische Unternehmen Sterling Fluid Technologies übernommen und in die Division Bucher Hydraulics eingegliedert. Durch weitere Übernahmen wie Monarch Hydraulics Inc. in Michigan (2007) und Command Controls Corporation in Illinois (2008) erweiterte sich die Präsenz der Division Bucher Hydraulics auch in den USA.
Im September 2008 eröffnete Bucher Hydraulics am Flugplatz in Frutigen eine Produktionshalle, in der Antriebs- und Steuerungstechnik produziert wird. Im März 2011 wurde der US-amerikanische Landmaschinenhersteller Krause Corporation übernommen und in die Division Kuhn Group integriert, die daraufhin in Kuhn-Krause umbenannt wurde. Ebenfalls 2011 gründete Bucher Emhart Glass ein Joint Venture mit der Sanjin Glass Machinery, einem chinesischen Hersteller von Glasformungsmaschinen, und übernahm 63 % der Anteile. 2013 erwarb Bucher die Aktienmehrheit an der Jetter AG, einem Anbieter von Steuerungstechnik, sowie deren Tochtergesellschaft Futronic GmbH.

### Jüngere Entwicklungen
Seit 1. Januar 2014 ist Bucher Industries nach Geschäftsbereichen in fünf Divisionen gegliedert: Kuhn Group (Landmaschinen), Bucher Municipal (Kommunalfahrzeuge), Bucher Hydraulics (Hydrauliksysteme), Bucher Emhart Glass (Glasbehälterindustrie) sowie Bucher Specials (Einzelgeschäfte).
Jacques Sanche wurde 2016 Vorsitzender der Konzernleitung der Bucher Industries AG, während der bisherige Konzernchef Philip Mosimann zum Verwaltungsratspräsidenten ernannt wurde. Im selben Jahr übernahm die Division Bucher Municipal den dänischen Hersteller von Kanalreinigern J. Hvidtved Larsen A/S (JHL).
2018 erwarb die Division Bucher Specials das Handelsgeschäft mit Mähdreschern sowie das Servicegeschäft mit Lohnunternehmern der Schweizer Firma Grunderco S.A. Im selben Jahr erfolgte die vollständige Übernahme von Shandong Sanjin Glass Machinery durch die Division Bucher Emhart Glass, Ebenfalls 2018 vereinbarte Bucher über die Division Bucher Hydraulics in China ein Joint Venture zur Übernahme von 80 % der Anteile am chinesischen Hersteller von hydraulischen Pumpen und Kompaktaggregaten Wuxi Deli Fluid Technology.
2019 übernahm Bucher Municipal 100 % der Anteile von Zynkon, einem chinesischen Hersteller von Kanalreinigungsfahrzeugen. Zwei Jahre später erwarb Bucher Hydraulics von Lenze Schmidhauser in Romanshorn die Sparte für mobile elektrische Antriebstechnik, Lenze Mobile Drives.
Im Juli 2023 wurden die Jetter AG und ihre Tochtergesellschaft Futronic GmbH fusioniert und in Bucher Automation umfirmiert.
Seit April 2024 ist Urs Kaufmann Verwaltungsratspräsident von Bucher, der Philip Mosimann ablöste.

## Tätigkeitsgebiet
Der Konzern umfasst vier spezialisierte Divisionen in industriell verwandten Gebieten des Maschinen- und Fahrzeugbaus sowie einen Bereich mit unabhängigen Einzelgeschäften:

### Kuhn Group
Die Kuhn Group entwickelt, stellt her und vertreibt Landmaschinen für Bodenbearbeitung, Sätechnik, Düngung, Pflanzenschutz und Landschaftspflege, Futterernte und Fütterungstechnik. Das Unternehmen betreibt Produktionsstätten in Frankreich, den Niederlanden, den USA und Brasilien und ist das umsatzstärkste Geschäftsfeld des Konzerns.

### Bucher Municipal

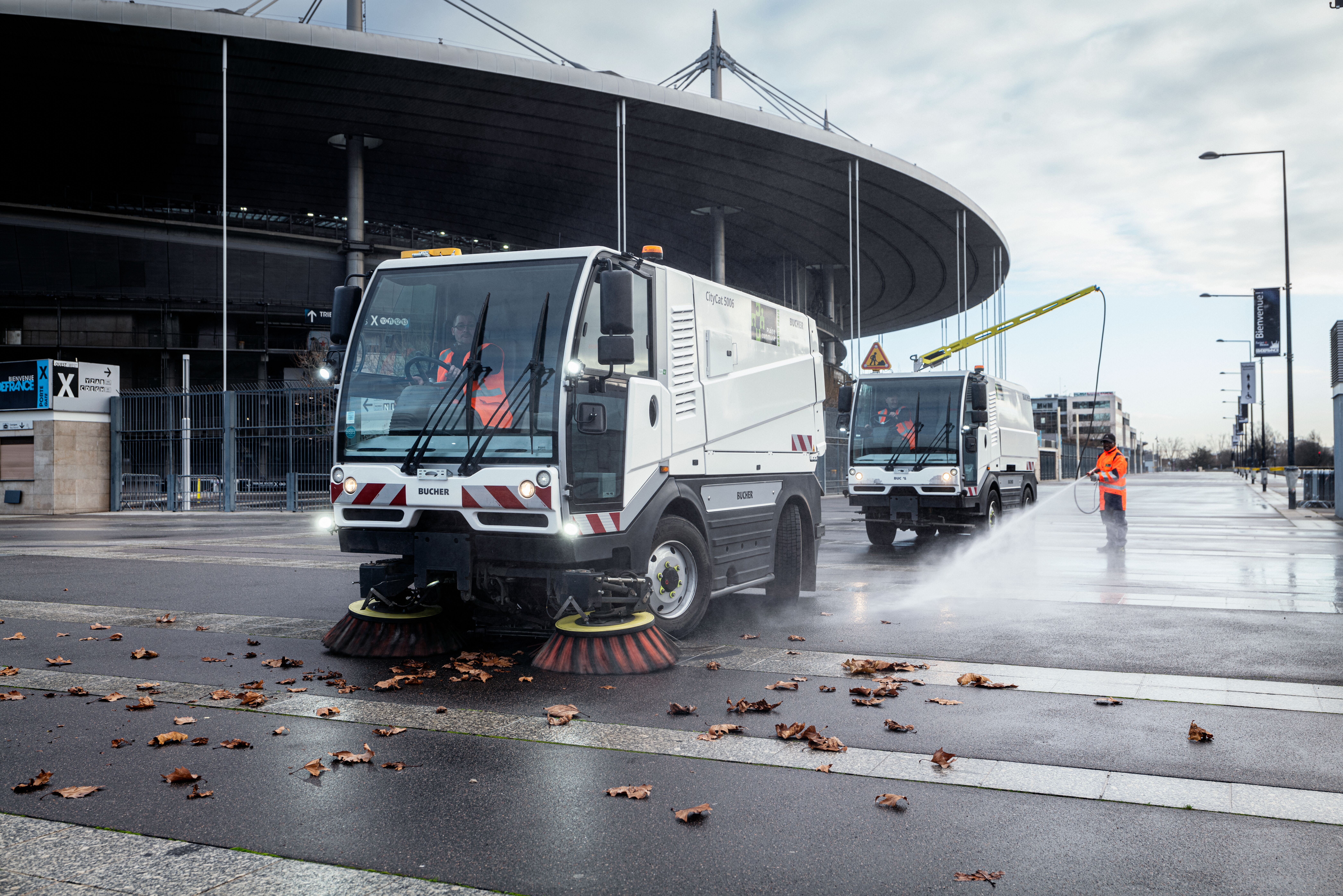
Bucher Municipal – Kompaktkehrfahrzeug CityCat 5006

Bucher Municipal ist ein Anbieter von Kommunalfahrzeugen zur Reinigung und Schneeräumung von Verkehrsflächen sowie zur Kanalreinigung. Das Produktangebot umfasst Kompakt- und Grosskehrfahrzeuge, Winterdienstausrüstungen, Kanalreinigungsfahrzeuge und Müllfahrzeuge. Produktionsstätten befinden sich in Europa, Australien, Asien und Nordamerika. In dem Schweizer Werk in Niederweningen werden die Kompaktkehrfahrzeuge entwickelt.

### Bucher Hydraulics

Bucher Hydraulics – Hydroaggregate

Bucher Hydraulics entwickelt, stellt her und vertreibt hydraulische und elektronische Komponenten. Die Firma entwickelt, stellt her und vertreibt Pumpen, Motoren, Ventile, Zylinder, Antriebsaggregate, Leistungselektronik sowie hydraulische und elektrohydraulische Systeme. Produktionsstätten befinden sich in Europa, den USA, China und Indien.

### Bucher Emhart Glass

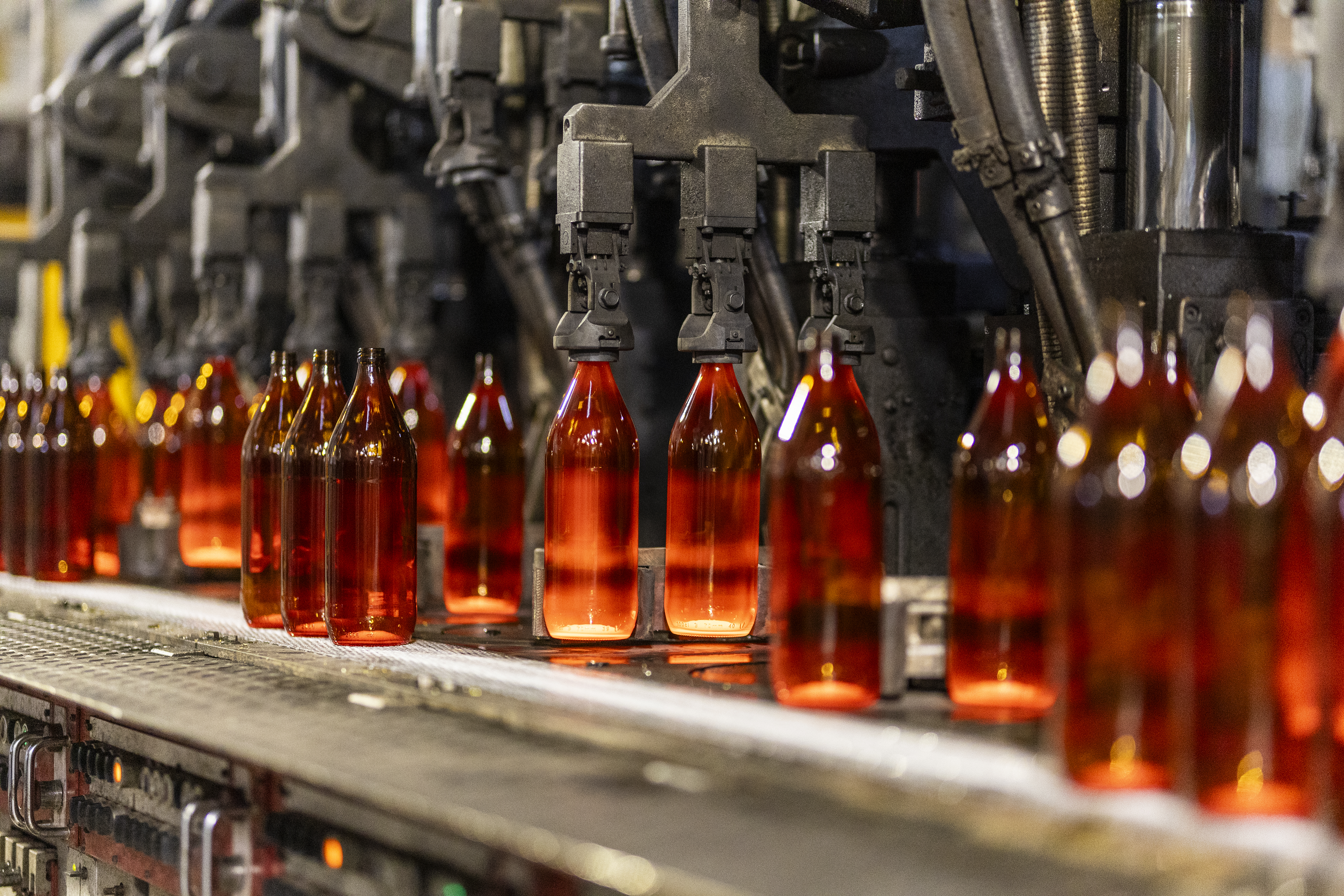
Glasformungsmaschine von Bucher Emhart Glass

Bucher Emhart Glass produziert Maschinen zur Herstellung und Prüfung von Glasbehältern. Das Angebot umfasst Glasformungs- und Inspektionsmaschinen, Anlagen, Komponenten und Ersatzteile sowie Beratung und Service für die Hohlglasindustrie. Die Produktionsstätten befinden sich in Schweden, in den USA und in Malaysia. Der Hauptsitz von Emhart Glass ist in der Schweiz; das Zentrum für Forschung und Entwicklung befindet sich in den USA.

### Bucher Specials
Bucher Specials deckt unabhängige Einzelgeschäfte ab: Anlagen für die Herstellung von Wein (Bucher Vaslin) und Fruchtsaft, Entwässerung von kommunalen oder industriellen Schlämmen und Trocknung von Lebensmitteln (Bucher Unipektin), Steuerungs- und Automatisierungstechnik (Bucher Automation) sowie das Handelsgeschäft mit Traktoren und Landmaschinen in der Schweiz (Bucher Landtechnik).

## Wirtschaftliche Kennzahlen
Die Bucher Industries AG ist neben dem Hauptsitz in Niederweningen und der Konzernzentrale am Flughafen Zürich weltweit mit 22 Konzerngesellschaften an über 50 Standorten vertreten.
Im Geschäftsjahr 2023 erzielte Bucher Industries einen Umsatz von 3,57 Milliarden Schweizer Franken und beschäftigte 14'858 Mitarbeiter.

## Nachhaltigkeit

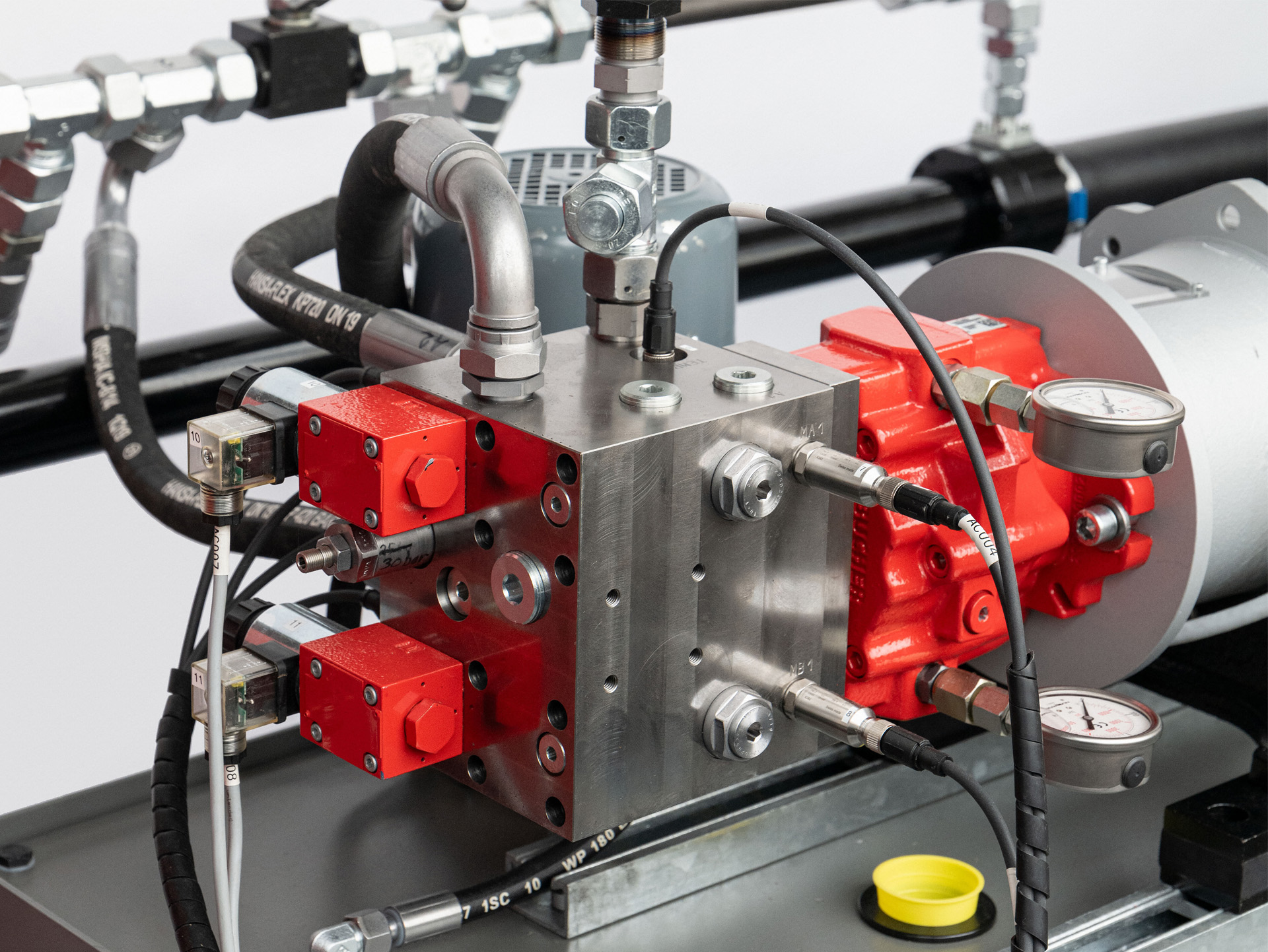
Bucher Hydraulics – HELAX Hydraulisch-elektrische Linearachse

2016 brachte Bucher Municipal das weltweit erste vollelektrische Kompaktkehrfahrzeug der 2-Kubikmeter-Klasse auf den Markt. Im Jahr 2021 präsentierte das Unternehmen mit dem CityCat V20e ein weiteres elektrisches Kehrfahrzeug, mit dem im Vergleich zu einem Dieselkehrfahrzeug jährlich bis zu 26 Tonnen an CO2-Emissionen eingespart werden können.
Im Jahr 2020 brachte Bucher Hydraulics mit der Helax-Technologie einen dezentralen linearen Antrieb auf den Markt, der aus einem Hydraulikzylinder besteht und durch einen Elektromotor gesteuert wird, was zu einer Senkung des Energieverbrauchs führt.
Die Division Bucher Emhart Glass stellt in ihrem Research Center in den USA nahezu unzerbrechliche Glasflaschen her, die statt umweltschädlicher Plastikflaschen verwendet werden können.

## Auszeichnungen

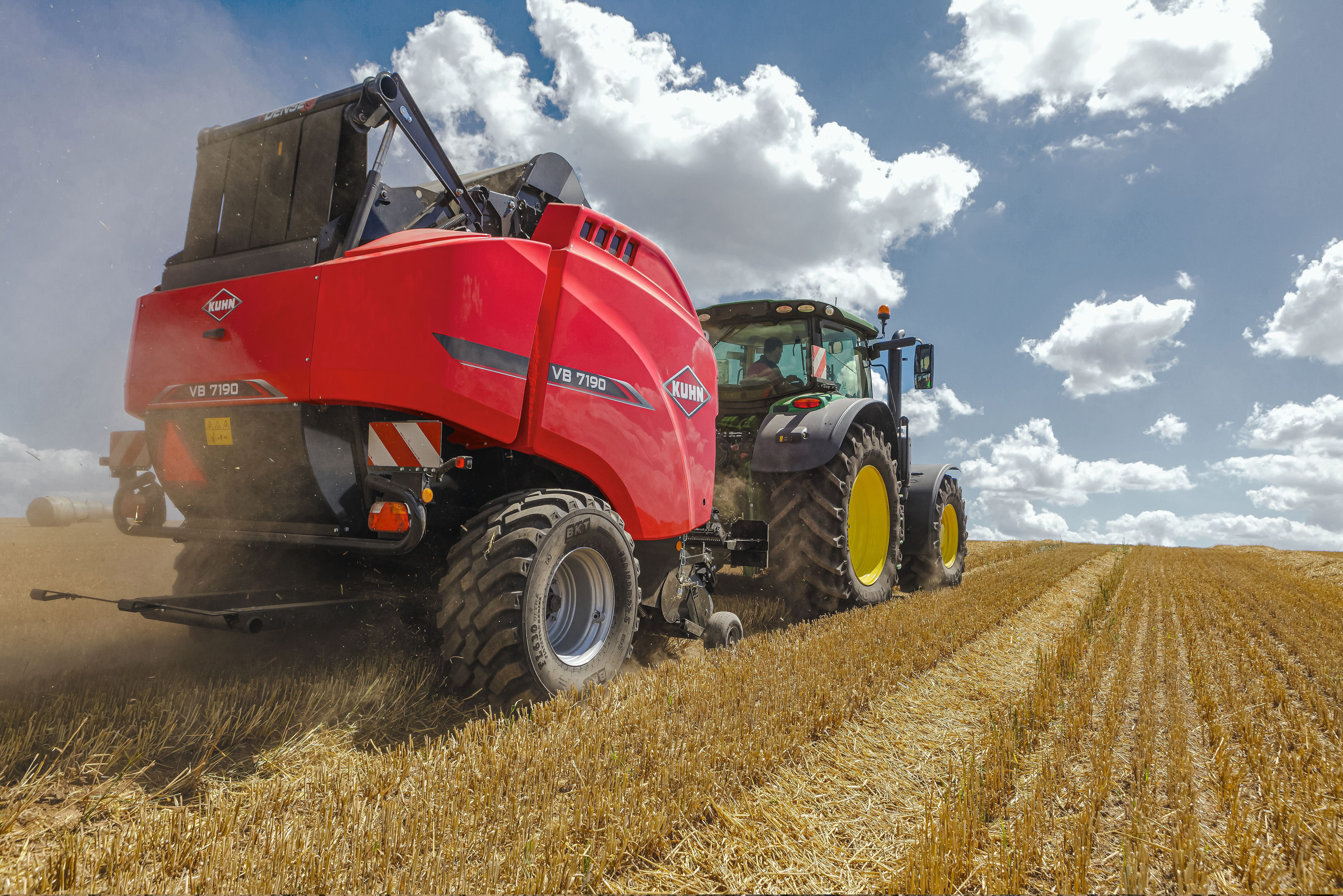
Kuhn Group – Ballenpresse VBP 7190

- 2014: Bester Verwaltungsrat unter 150 Publikumsgesellschaften im Verwaltungsrats-Ranking durch den Aktionärsdienstleister zRating im Auftrag der Zeitung Finanz und Wirtschaft[71]
- 2015: Auszeichnung der Universaldrillmaschine Espro als «Maschine des Jahres» in der Kategorie «Aussaat» durch eine internationale Jury aus Landtechnik-Journalisten[72][73]
- 2018: Auszeichnung der Wickelpresse Kuhn FBP 3135 Intelli Wrap als «Maschine des Jahres» durch eine internationale Jury aus Landtechnik-Journalisten[73]
- 2019: Auszeichnung des Liftregelventils iValve mit dem Zuger Innovationspreis durch den Zuger Regierungsrat[74][75]
- 2023: Auszeichnung von Manuela Suter als «CFO of the Year» in der Kategorie «Swiss Performance Index» durch das CFO Forum Schweiz[76]
- 2023: Auszeichnung des CityCat VR50e mit dem German Innovation Award Gold durch den Rat für Formgebung[77]
- 2023: Auszeichnung der Ballenpresse Kuhn VBP 7190 als «Farm Machine 2023» durch eine Jury bestehend aus Vertretern verschiedener europäischer Medien[78]